# ボリス・ナジェージュジン

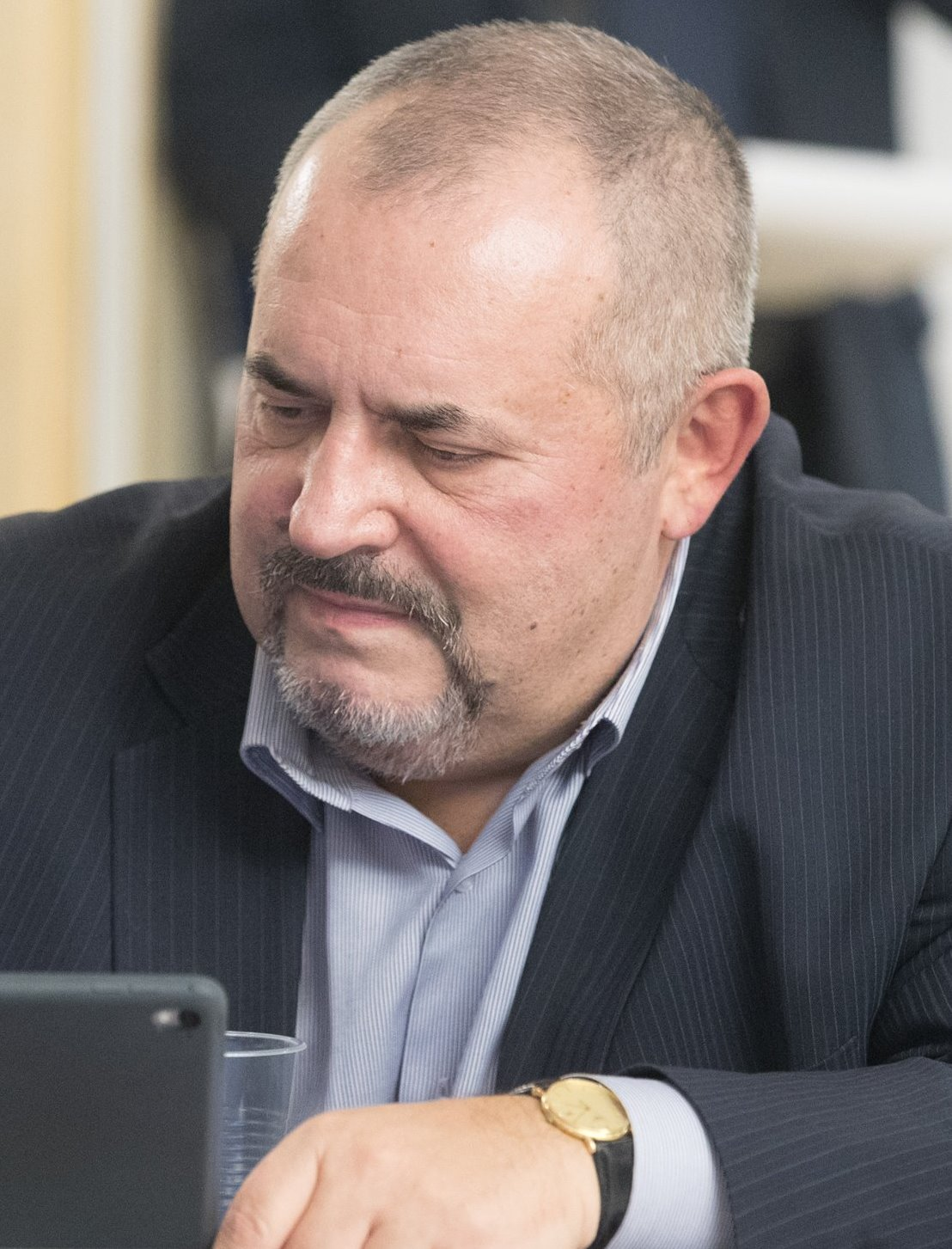
2017年

ボリス・ボリソヴィチ・ナデジディン（ロシア語: Борис Борисович Надеждин、英語: Boris Borisovich Nadezhdin、1963年4月26日 - ）は、ロシアの政治家。1999年から2003年まで国家院議員の座にあったほか、モスクワ市議会議員でもあり、ボリス・ネムツォフの側近でもあった。
2023年11月、ウクライナ侵攻反戦派として2024年ロシア大統領選挙への立候補を表明した後、立候補支持の署名に不正が見つかったという理由で、中央選挙管理委員会から選挙への出馬を認められなかった。この判断を不服として差し止めを求めたものの、同年2月16日に棄却された。